# تام بری (فیلم‌نامه‌نویس)
تام بری (انگلیسی: Tom Barry (screenwriter)؛ ۷ نوامبر ۱۸۸۵ – ۷ نوامبر ۱۹۳۱) یک هنرپیشه، و فیلم‌نامه‌نویس اهل ایالات متحده آمریکا بود.
وی نامزد دریافت جایزه اسکار بهترین فیلم‌نامه اقتباسی برای فیلم‌های در آریزونای قدیم و دلیر در دومین دوره این مراسم بوده‌است.